# 型 (歌曲)
〈型〉（英语："Style"）是美國創作歌手泰勒·斯威夫特的一首歌曲，出自其第五張專輯《1989》。這首歌曲由斯威夫特與其製作人马克斯·马丁、歇爾貝克和阿里·帕亞米共同創作。這首歌曲於2015年2月9日由聯眾唱片與斯威夫特的唱片公司大機器合作發行至美國電台，作為專輯的第3支單曲正式發行。〈型〉是包含了迪斯科、放克流行、流行搖滾和合成器流行的歌曲。歌詞引起爭議，許多現代出版物認為歌曲是詮釋美的標準以及對於過去戀情的反思。
歌曲獲得樂評人廣泛好評，大部分都認為它是專輯最精彩之作，只有少數覺得歌詞陳腔濫調又表面。它獲得澳大利亞版權協會音樂獎年度國際作品的提名，並出現在《Pitchfork》和《村聲》的年終榜。〈型〉在美國《告示牌》百強單曲榜最高排在第6名，使《1989》連續三支單曲為前10名。它因歌曲等價銷售超過三百萬張，而獲美國唱片業協會認證為三白金唱片。〈型〉還進入澳洲和加拿大榜單前10名，並獲認證為多白金唱片。
導演凱爾·紐曼執導歌曲的音樂錄影帶，演員多明尼克·席伍德飾演斯威夫特的戀人。影片於2015年2月13日，並比先前《1989》單曲〈通通甩掉〉和〈空格〉有著更暗黑抽象的氛圍。斯威夫特將〈型〉包含在1989世界巡迴演唱會、舉世盛名體育場巡迴演唱會和時代巡迴演唱會的常規曲目列表之中。

## 製作與發行
由於斯威夫特深受80年代流行樂的啟發，以及它對於合成器、練習板和重疊歌聲的試驗，於是決定在第五張專輯《1989》取消她過去象徵性的鄉村風格，並製作了簡單易懂的流行音樂作品。錄製過程於2013年中旬開始，當時正是斯威夫特剛剛開始以第四張專輯《紅色》領銜的全球巡迴演唱會。斯威夫特於2014年2月宣布會再度與之前在《紅色》共同創作三首歌曲的马克斯·马丁和歇爾貝克合作。兩人製作專輯豪華版中16首歌的9首歌，馬丁還與斯威夫特共同成為執行製作人。
〈型〉原先是製作人阿里·帕亞米和吉他手尼古拉斯·揚费尔特（Niklas Ljungfelt）創作給自己。兩人受到被揚费尔特稱之像傻瓜龐克般「放克電子音樂」藝人的啟發，而完成強調吉他的純音樂版本歌曲。斯威夫特、帕亞米、馬丁和歇爾貝克作為歌曲的詞曲作家。除了斯威夫特外，其他人都參與製作。邁克爾·伊爾伯特（Michael Illbert）和山姆·霍蘭德（Sam Holland）在斯德哥爾摩的MXM工作室和洛杉磯的康威錄製工作室（Conway Recording Studios）錄製歌曲，而科里·拜斯（Cory Bice）進行協助。謝爾班·蓋內亞（Serban Ghenea）和約翰·漢內斯（John Hanes）在維珍尼亞海灘的混音之星工作室（MixStar Studios）混音，湯姆·柯尼在紐約的傑出之聲工作室（Sterling Sound Studios）製作母帶。〈型〉是《1989》製作團隊最後一批完成的歌曲。
歌曲於2014年10月22日在一則關於專輯的目標廣告中進行首映。2014年12月28日，斯威夫特唱片公司大機器的執行長斯科特·波切塔（Scott Borchetta）在推特進行即興問答。當粉絲問起在〈通通甩掉〉和〈空格]]〉之後哪首即將成為《1989》的單曲時，波切塔回答他支持〈型〉 。2015年2月9日，聯眾唱片與大機器合作將歌曲送至美國熱門成人當代電台作為第三支單曲。翌日，聯眾將歌曲送至美國當代熱門和節奏當代電台。歌曲於2015年4月3日在義大利當代熱門電台發行。

## 音樂與歌詞
《超有型》以D大調的4/4拍創作，為每分鐘95拍的中板歌曲。斯威夫特演唱這首歌曲的音域在B3至D5之間。歌曲有著通用的架構，包括前奏、兩節正歌、兩節導歌、重覆三次的副歌以及在結尾副歌之前的記憶點。它一開始是揚费尔特以Bm-Gmaj7和弦進程演奏的吉他重覆段落。副歌的前半部分是以D和G大和弦建立，創造出相對而言光彩照人的氛圍。後半部分包含了B大調和弦，則引起了短暫悲傷的感覺。
《告示牌》的傑森·利普茨（Jason Lipshutz）歸納《超有型》為流行搖滾歌曲，而《洛杉磯時報》的米卡埃爾·伍德（Mikael Wood）和《觀察家報》的凱蒂王國（Kitty Empire）則稱歌曲的風格為「放克流行」。《時代》的薩姆·蘭斯基（Sam Lansky）歸類《超有型》為70年代迪斯科。歌曲是受到80年代合成器流行的影響。像其他《1989》歌曲般，其使用了強烈的合成器、聲音混響，並伴有歡快的舞蹈動感，與斯威夫特具有特徵性的鄉村風格有了戲劇性的變化。副歌伴隨著鍵盤之下所形成的「起伏波浪」。《衛報》的亞歷克西斯·彼得里迪斯（Alexis Petridis）將歌曲以電子為導向的風格與2011年電影原聲帶的歌曲和傻瓜龐克2013年專輯作比較。
歌曲的歌詞引起爭議。一些樂評人先前以打情罵俏的方式講述戀情和美學標準。伍德指出首句歌詞「Midnight/You come and pick me up, no headlights」（大意：午夜時分/你不開頭燈悄悄來載我）為性交的影射，是斯威夫特從沒有寫過的主題。副歌歌詞「You've got that James Dean daydream look in your eye/And I've got that red lip classic thing that you like」（大意：你的眼神透露出詹姆士·狄恩的放蕩不羈/而我有著你愛的紅唇和經典風格）談及了50年代演員。以《大西洋》的斯賓塞·孔哈伯（Spencer Kornhaber）的話來說，其使用了瑪麗蓮·夢露和等知名美國形象反映了具有爭議性的美學標準。孔哈伯說歌詞中的「經典」美人是種根深蒂固的種族色彩，而《前音後果》的薩莎·葛芬（Sasha Geffen）明確說道它大部分時候只適用於白人。
《板巖》的福雷斯特·威克曼（Forrest Wickman）注意道歌曲看起來是關於「永恆的流行款式」，但其實是關於一段不健康的戀情。斯威夫特於2014年10月27日在iHeartRadio的現場演唱會上詳細說明她在創作歌曲時想的是「我們永遠不會扔出衣櫃的（……）主要流行款式」。四天後，在瑞安·西克雷斯特主持的電台訪問中，她透露《超有型》是啟發自其中一段「經常不是味兒」的戀情。她接著將「永恆的視覺形象」與對於「永不過時」的感覺連接起來，並解釋歌曲承認雙方都有錯誤，而不是過去她「我是對，你是錯」的觀念，代表了她看待過去戀情的角度正在逐步改變。一些出版物注意到了這個改變，並感覺歌曲的敘述是反映了斯威夫特跟英國歌手受到媒體大量關注的感情，他倆於2013年1月分手。在第二段導歌的歌詞中她向不忠的戀人坦白自己曾經同樣也被出軌，暗示了斯威夫特堅持己見的成熟。
| I say, "I heard that you've been out and about with some other girl" He says, "What you've heard is true, but I, Can't stop thinking about you and I" I said, "I've been there too a few times" | 我說：「聽說你曾跟別的女孩出去。」 他說：「你聽的都是真的，但是我， 無法停止思考我和你的一切。」 我說：「我之前有幾次也是如此。」 |

## 專業評價

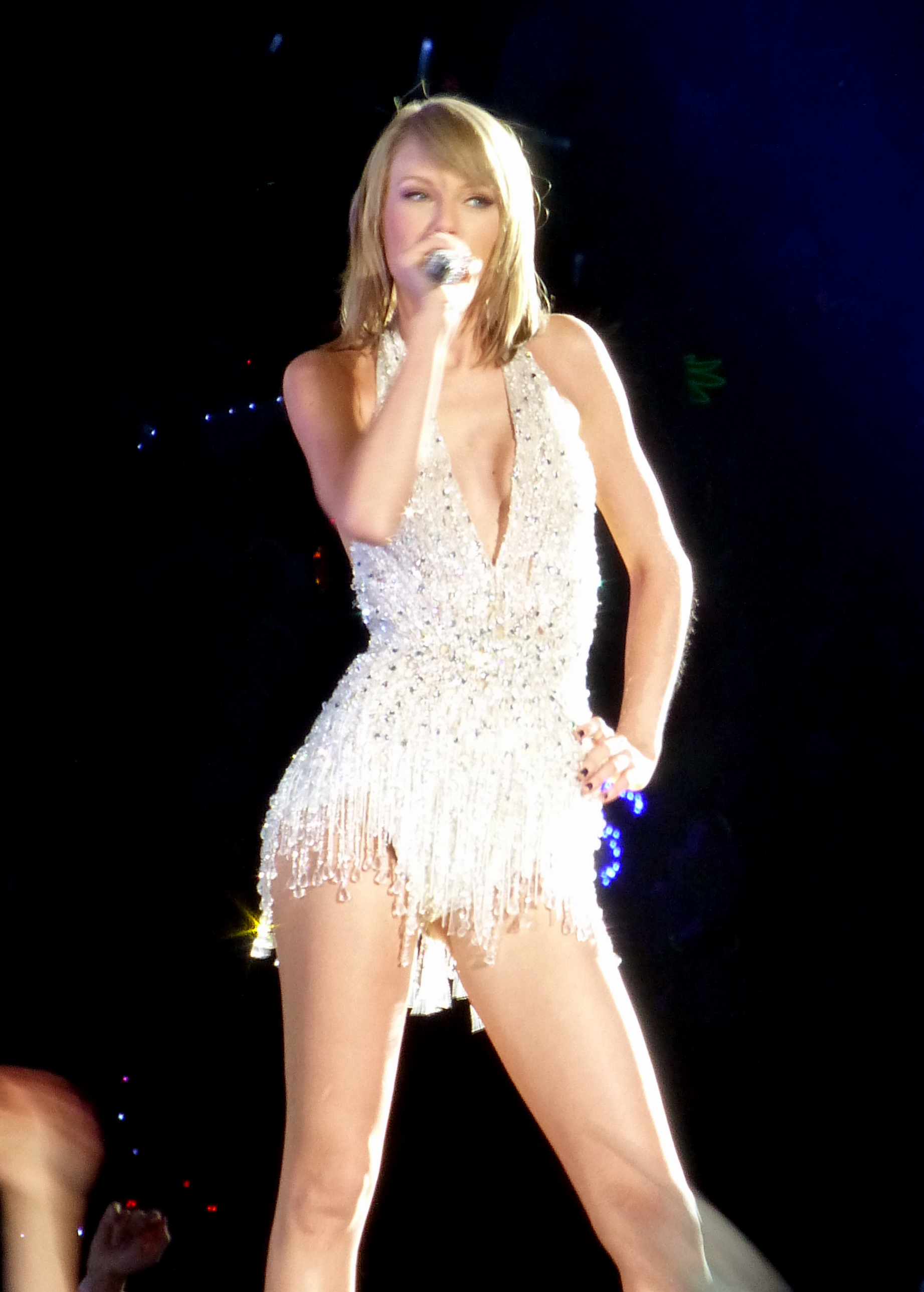
斯威夫特在1989世界巡迴演唱會演唱《超有型》

《超有型》獲得樂評人廣泛好評。《觀察家報》的凱蒂王國稱它為「每個層次都令人滿意」的「滲透性」歌曲。《PopMatters》的科里·比斯利（Corey Beasley）對於斯威夫特脫離鄉村至「像羊絨內襯皮革手套般適合她的」新風格感到刮目相看，並認為歌曲「完美」。《Now》的本傑明·博爾斯（Benjamin Boles）選擇《超有型》為專輯的最精彩之作。《休士頓紀事報》的作家喬伊·蓋爾拉（Joey Guerra）讚賞歌曲「扣人心弦」。《洛杉磯時報》的米卡埃爾·伍德因為歌曲「性感的」氛圍而選擇其為專輯的傑出之作。沉迷音樂的羅伯特·利达姆（Robert Leedham）讚賞歌曲歌頌過去戀情的主題，並樂意接受，而不是斯威夫特傳統的「（飾演）受害者」。
《紐約時報》的樂評人喬恩·卡拉馬尼卡（Jon Caramanica）將《超有型》貼上《1989》「高分之作」的標籤，其體現了斯威夫特過去專輯中她「不受拘束、嘲諷和直截了當的」成熟。《告示牌》的理查德·S·荷（Richard S. He）讚賞《超有型》儘管使用常用的歌曲架構，但透過喚起「感情世界」來展示「斯威夫特最純粹的詞曲創作」。《獨立報》的安迪·吉爾稱歌曲的主題是一種「痛快」，而它的音樂方向是「對於電子流行的動感和集體叛逆的陳腔濫調有著極具包容性」。《費城詢問報》的艾莉·沃爾佩（Allie Volpe）認為歌曲的歌詞十分「表面」，但讚賞它的音樂特色是她「專輯中的最愛」。《前音後果》的薩莎·葛芬讚賞歌曲的音樂風格，但批評它其主題為「白人」的傳統美學標準是陳腔濫調，與斯威夫特在專輯中「討人喜愛的鄰家女孩形象」背道而馳。

### 十年與年終名單
《Pitchfork》將《超有型》排在2014年最佳歌曲的第50名。作為出版物的代表，喬丹·薩金特（Jordan Sargent）表示歌詞雖然包含了斯威夫特過去發行歌曲中「西方戀情的常見理念」，但樂器使用和斯威夫特那「緊張卻克制的」唱法表示了她音樂和形象的轉變。歌曲在《村聲》的2015年年度群眾評論家調查Pazz & Jop中位於第24名。在2016年BMI獎，它是其中一首使斯威夫特獲得年度詞曲作家的獲獎歌曲。《超有型》還在2016年澳大利亞版權協會獎獲得年度國際作品的提名。《Insider》將《超有型》列為2010年代最佳歌曲之一。

## 商業表現
2014年11月15日，《超有型》在專輯《1989》之後空降美國《告示牌》百強單曲榜第60位。斯威夫特在2014年維多利亞的秘密時尚秀表演完《超有型》之後，歌曲於2014年12月27日重新進入榜單第75位。在大機器執行長波切塔宣布他贊同《超有型》於2014年12月正式發行為單曲之後，歌曲於2015年1月12日空降《告示牌》主流四十強單曲榜第39位。單曲於2015年2月28日上升至第10位，使《1989》繼冠軍單曲《通通甩掉》和《空白》後連續三首歌均為前10名。它於2015年3月21日最高到達第6位。單曲還在《告示牌》部分榜單取得成功，分別在主流四十強單曲榜、成人四十強單曲榜和當代成人單曲榜奪冠。它因歌曲等價銷售透過實體和串流超過三百萬張，而獲美國唱片業協會認證為三白金唱片。截至2017年11月，《超有型》在美國的數位音樂下載銷量超過220萬張。
單曲在加拿大百強單曲榜最高排在第6名，並受加拿大唱片業協會認證為三白金唱片。《超有型》在歐洲獲得適度的成功，分別在蘇格蘭（第9位）、捷克（第11位）、波蘭（第13位）、斯洛伐克（第14位）和匈牙利（第18位）的國家榜單均取得前20位。單曲在英國單曲排行榜獲得第21位，並以歌曲等價銷售超過40萬張而獲英國唱片業協會認證為金唱片。它在大洋洲獲得商業成功，分別在澳洲和紐西蘭榜單獲得第8和11位。歌曲獲澳洲唱片業協會和紐西蘭唱片音樂協會分別認證為雙白金唱片和金唱片。它還在南非音樂榜單奪冠。

## 音樂錄影帶

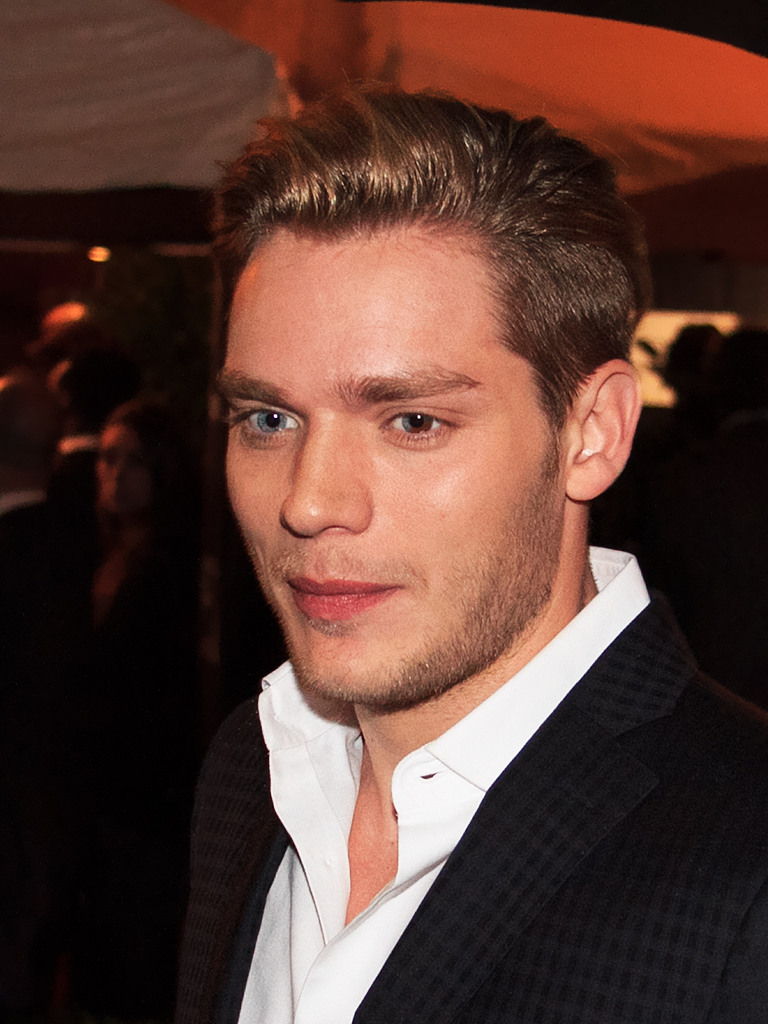
演員多明尼克·席伍德在音樂錄影帶中飾演斯威夫特的戀人

美國導演凱爾·紐曼執導《超有型》的音樂錄影帶。影片在洛杉磯拍攝，並於2014年夏季當中的四天完成。在它發行之前，斯威夫特透過社交帳戶發佈了關於影片的一些預告畫面和剪輯短片。她原打算將錄影帶於2015年2月13日的早上在《早安美國》首映，但加拿大音樂頻道《音樂多多頻道》在午夜就發行了它。同天，斯威夫特在Vevo上載影片。英國演員多明尼克·席伍德在音樂錄影帶中飾演斯威夫特的戀人。他倆因共同朋友早就相互認識，所以斯威夫特在拍攝大約一個月前發信息給他。當時他們製作影片時，席伍德才剛演完2016年電影（原名：《反攻》）。
音樂錄影帶沒有清楚的故事敘述，而是關於斯威夫特和戀人在海岸、森林和兜風時截然不同的閃回。在一些時候，斯威夫特和戀人透過鏡子碎片互相相望，象徵了過去戀情的回憶揮之不去。媒體出版物談到並讚賞影片比《通通甩掉》和《空白》的音樂錄影帶有著更暗黑、抽象和性感的氛圍。Vox的凱爾西·麥金尼（Kelsey McKinney）認為斯威夫特觸摸自己的「性感形象」包含了性慾，這展示了她作為藝人的成熟度。MTV的埃米莉·林德纳（Emilee Lindner）稱影片「成熟、可口和（……）性感」。《大西洋》的斯賓塞·孔哈伯表示斯威夫特與當代人相比以更保守的方式表達性慾，這讓她與「流行對於女性身體的癡迷」區分開來。《時尚泉》的海莉·斯賓塞（Hayley Spencer）覺得它是「目前為止斯威夫特最具有電影性的影片」。
影片的一些畫面是斯威夫特頭部的剪影被戀人、森林、雲霧和雷暴給覆蓋，這被認為與犯罪劇情電視劇的片頭相似。《華爾街日報》的麥可·德里斯科爾（Michael Driscoll）將影片的氛圍與80年代的流行錄影帶作比較，特別是克里斯·艾塞克（Chris Isaak）的1989年單曲《邪惡的遊戲》。《洛杉磯時報》的米卡埃爾·伍德將視覺效果貼上向2001年懸疑電影「表示怪异致意」的标签。

## 現場演出與其他用途
2014年10月27日，斯威夫特在帝國大廈天台由Yahoo!和iHeartRadio做實況轉播的《《1989》秘密集會》第一次現場演唱《超有型》。12月2日，她在倫敦的2014年維多利亞的秘密時尚秀演唱《空白》和這首歌曲。《超有型》包含在斯威夫特以《1989》為主的2015年世界巡迴演唱會的曲目列表。斯威夫特還將歌曲包含在舉世盛名體育場巡迴演唱會的曲目列表，它與《愛的故事》和《天生一對》作為集成曲被演唱。2019年4月23日，斯威夫特在林肯表演藝術中心參與《时代》百大人物盛會是演唱歌曲的原聲版本，她在那獲得年度「最具影響力一百人」。9月9日，斯威夫特在法國巴黎愛之城單次音樂會演唱歌曲。
搖滾歌手萊恩·亞當斯（Ryan Adams）在2015年翻唱斯威夫特《1989》每首歌曲的專輯中翻唱《超有型》。亞當斯為了向80年代搖滾樂團音速青春致敬，將原來談及詹姆士·狄恩的歌詞改變至「You've got that 'Daydream Nation' look in your eye」（大意：你眼神中透露出《白日夢國度》的態度）。他歌曲是以搖滾為導向的風格，這使樂評人將其與愛爾蘭搖滾樂團U2和主唱波諾的作品作比較。《影音俱樂部》的安妮·扎列斯基（Annie Zaleski）認為它是亞當斯《1989》中的傑出之作，讚賞翻唱是「具有渴望、有著突發咆哮朋克感覺的80年代大學狂熱夢想」。《偏鋒雜誌》的傑瑞米·威诺格拉德（Jeremy Winograd）給出相反的評價，稱這版本為「差的U2歌曲」。

## 參與名單
人員名單來自《1989》專輯內頁。
錄製地點
- 瑞典斯德哥爾摩MXM工作室和加州洛杉磯康威工作室錄製
- 維吉尼亞州維珍尼亞海灘混音之星工作室混音
- 紐約傑出之聲工作室製作母帶

人員
| - 泰勒·斯威夫特 - 主唱、 和聲歌手、詞曲作家 - 马克斯·马丁 - 製作人、詞曲作家、鍵盤 - 歇爾貝克 - 製作人、詞曲作家、鍵盤、編程、附加吉他 - 阿里·帕亞米 - 製作人、詞曲作家、鍵盤、編程 - 邁克爾·伊爾伯特 - 錄製 - 尼古拉斯·揚費爾特 - 吉他 | - 山姆·霍蘭德 - 錄製 - 科里·拜斯 - 錄製協助 - 謝爾班·蓋內亞 - 混音 - 約翰·漢內斯 - 混音工程 - 湯姆·柯尼 - 製作母帶 |  |

## 榜單成績
| 排行榜（2014-15年）                      | 最高 排名 |
| ---------------------------------------- | --------- |
| 澳大利亚（澳大利亚唱片业协会單曲榜）     | 8         |
| 奥地利（Ö3四十强单曲榜）                 | 28        |
| 比利时佛兰德（Ultratip榜外單曲榜）       | 4         |
| 比利时瓦隆（Ultratip榜外單曲榜）         | 6         |
| 巴西（《告示牌》百強單曲榜）             | 98        |
| 加拿大（Canadian Hot 100）               | 6         |
| 加拿大（《告示牌》Canada AC）            | 1         |
| 加拿大（《告示牌》Canada CHR）           | 1         |
| 加拿大（《告示牌》Canada Hot AC）        | 1         |
| 捷克（電台百強單曲榜）                   | 11        |
| 法国（法國唱片出版業公會單曲榜）         | 85        |
| 匈牙利（四十强电台榜）                   | 31        |
| 匈牙利（四十強單曲榜）                   | 18        |
| 愛爾蘭（愛爾蘭唱片音樂協會单曲榜）       | 38        |
| 日本（Japan Hot 100）                    | 53        |
| 荷兰（荷蘭四十強單曲榜）                 | 22        |
| 新西兰（新西兰唱片音乐协会单曲榜）       | 11        |
| 波蘭（波蘭百大電台榜）                   | 13        |
| 蘇格蘭（官方榜单公司單曲榜）             | 9         |
| 斯洛伐克（電台百強單曲榜）               | 18        |
| 斯洛維尼亞（斯洛50強榜單）               | 23        |
| 南非（非洲娛樂監測单曲榜）               | 1         |
| 西班牙（西班牙音樂製作協會）             | 47        |
| 英國（官方榜单公司單曲榜）               | 21        |
| 美国（《告示牌》百大單曲榜）             | 6         |
| 美國（《告示牌》成人當代單曲榜）         | 1         |
| 美國（《告示牌》Adult Pop Airplay）      | 1         |
| 美國（《告示牌》Dance/Mix Show Airplay） | 6         |
| 美國（《告示牌》Dance Club Songs）       | 44        |
| 美國（《告示牌》Pop Airplay）            | 1         |
| 美國（《告示牌》Rhythmic Songs）         | 21        |

| 排行榜（2015年）                   | 排名 |
| ---------------------------------- | ---- |
| 澳洲（澳洲唱片業協會單曲榜）       | 31   |
| 加拿大（加拿大百強單曲榜）         | 26   |
| 美國《告示牌》百強單曲榜           | 29   |
| 美國當代成人單曲榜（《告示牌》）   | 3    |
| 美國成人四十強單曲榜（《告示牌》） | 8    |
| 美國舞曲/混音電台榜（《告示牌》）  | 35   |
| 美國主流四十強單曲榜（《告示牌》） | 12   |

| 排行榜（2016年）                 | 排名 |
| -------------------------------- | ---- |
| 美國當代成人單曲榜（《告示牌》） | 33   |

## 銷量認證
| 地區                                     | 认证    | 认证单位/销量 |
| ---------------------------------------- | ------- | ------------- |
| 澳大利亚（澳大利亚唱片业协会）           | 2× 白金 | 140,000^      |
| 加拿大（加拿大音乐协会）                 | 3× 白金 | 240,000*      |
| 新西兰（新西兰唱片音乐协会）             | 金      | 7,500*        |
| 英国（英国唱片业协会）                   | 金      | 400,000‡      |
| 美国（美國唱片業協會）                   | 3× 白金 | 2,200,000     |
| *僅含認證的實際銷量 ‡僅含認證的+實際銷量 |         |               |

## 發行歷史
| 國家   | 日期          | 形式         | 廠牌        | 參考   |
| ------ | ------------- | ------------ | ----------- | ------ |
| 美國   | 2015年2月9日  | 成人当代音乐 | 大機器 聯眾 | [ 12 ] |
| 美國   | 2015年2月10日 | 當代流行電台 | 大機器 聯眾 | [ 13 ] |
| 美國   | 2015年2月10日 | 當代節奏     | 大機器 聯眾 | [ 14 ] |
| 義大利 | 2015年4月3日  | 當代流行電台 | 大機器 環球 | [ 15 ] |

## 外部鏈接
- YouTube上的萊恩·亞當斯翻唱版本